# Mouvement créditiste canadien
Le mouvement créditiste canadien était un mouvement politique au Canada qui se basait au début sur la théorie du crédit social du major C. H. Douglas. Les adhérents du mouvement se faisaient appeler créditistes ; en anglais ils étaient surnommés les Socreds, pour Social Credit. Le mouvement atteint son sommet de popularité dans les années 1930, poussé par la Grande Dépression.

## Politique fédérale
Le Parti Crédit social du Canada est formé en 1935, s'attirant les électeurs du Parti progressiste-conservateur du Canada et du mouvement United Farmers. Lors de l'élection de 1940, les créditistes se présentent avec les partisans de William Duncan Herridge sous la bannière Nouvelle Démocratie, mais ils reviennent au nom Crédit social dans les élections subséquentes. Le parti reste petit, et subit un déclin graduel.
Dans les années 1960, l'aile québécoise du parti se détache du parti principal pour former le Ralliement créditiste. Bien que les deux ailes du parti se soient refusionnées en 1971, le parti perd ultimement tous ses sièges parlementaires lors de l'élection de 1980 et tombe ensuite dans l'oubli.

## Alberta
L'idéologie du crédit social est adoptée par le révérend « Bible Bill » William Aberhart, qui forme le Parti Crédit social de l'Alberta en se basant sur les théories de Douglas et les valeurs conservatrices chrétiennes. Il est élu premier ministre de l'Alberta lors de l'élection provinciale de 1935. Son gouvernement a probablement été le seul au monde à adhérer à l'idéologie du crédit social. Il tente d'appliquer les principes de la théorie en émettant des « certificats de propérité », mais cette initiative est interdite par la Cour suprême du Canada en donnant comme raison que seul le gouvernement du Canada a le droit d'émettre une monnaie. Aberhart meurt dans l'exercice de ses fonctions et est remplacé par Ernest Manning, qui abandonne l'idéologie du crédit social et tente de purger les antisémites du parti, en conservant toutefois le nom « Crédit social ».
Le Parti Crédit social de l'Alberta forme neuf gouvernements majoritaires consécutifs sur une période de 36 ans, un des plus longs règnes pour un parti unique dans l'histoire du Canada.

## Colombie-Britannique
Dans les années 1930 et 1940, le mouvement créditiste en Colombie-Britannique est assez fragmenté, composé de plusieurs petits groupes dont le plus important est le Social Credit League. Le mouvement britanno-colombien est en conflit avec l'aile albertaine et tente de se distancer des positions religieuses de William Aberhart.
Le mouvement prend effectivement fin lorsque W.A.C. Bennett est élu chef de la League en 1951. Bennett se joint au mouvement afin de s'en servir comme véhicule politique, et abandonne rapidement l'idéologie originale ; il réorganise le mouvement pour former le Parti Crédit social de la Colombie-Britannique, conservateur et populiste.
Le premier gouvernement créditiste en Colombie-Britannique est une faible minorité, mais ils sont élus à un gouvernement majoritaire un an plus tard. Après 20 ans de gouvernements majoritaires, le parti est défait par le Nouveau Parti démocratique de la Colombie-Britannique. Le NPD ne remplit qu'un seul mandat au pouvoir, puis le Parti Crédit social est reconduit au pouvoir pour quatre autres mandats majoritaires consécutifs sous le fils de W.A.C. Bennett, Bill Bennett. Bill Vander Zalm succéda à Bennett en 1986, mais Vander Zalm est obligé de démissionner en 1991 et laisse la place à Rita Johnston.
Le gouvernement créditiste est défait par le NPD lors de l'élection de 1991. Le parti est anéanti dans l'élection de 1996 lorsqu'il ne réussit pas à gagner un seul siège à l'Assemblée législative et récolte seulement 0,4 % des voix. Un grand nombre des membres du parti quittent pour se joindre au Parti libéral de la Colombie-Britannique, qui émerge dans les années 1990 en tant que nouvelle coalition de centre-droit en opposition au NPD.
Toutefois, le Parti Crédit social existe toujours, en tant que parti marginal. Il ne présente que deux candidats dans l'élection de 2001. Le plus fort de ces candidats, un ancien animateur de radio du nom de Grant Mitton, a récolté 17 % des voix dans sa circonscription ; il quitte ensuite le parti pour former le British Columbia Party.

## Québec
Le mouvement prend également racine au Québec. Les premiers candidats créditistes québécois se présentent lors de l'élection fédérale de 1940 sous la bannière de Nouvelle Démocracie, mais aucun n'est élu. Après la Seconde Guerre mondiale, Réal Caouette est élu à la Chambre des communes à la faveur d'une élection partielle sous la bannière de l'Union des électeurs. Il perd son siège dans l'élection de 1949. Caouette fonde le Ralliement des créditistes en 1959. Il réussit une percée majeure dans l'élection fédérale de 1962, et le parti demeure en présence à la Chambre des communes, sous des noms divers, jusqu'en 1980.
Le mouvement créditiste ne parvient jamais à former un gouvernement provincial au Québec à cause de la dominance de l'Union nationale chez les conservateurs sociaux des années 1930 jusqu'aux années 1960. Le Parti Crédit social devient toutefois un joueur majeur au Québec pour les sièges au parlement fédéral dans les années 1960. Bien que l'Alberta et la Colombie-Britannique envoie une poignée de députés créditistes aux communes dans cette décennie, c'est le Québec qui maintient la présence du parti au niveau fédéral après 1962. Le Crédit social demeure dominant dans ces deux autres provinces au niveau provincial.
Lors de l'élection fédérale de 1962, les créditistes remportent 26 des 75 sièges au Québec, dépassant le Parti progressiste-conservateur. Ils continuent de se placer deuxièmes au Québec en nombre de sièges au fédéral jusqu'à ce que leurs derniers députés soient défaits avec le gouvernement minoritaire de Joe Clark en 1980. La plus grande part des voix récoltée par les créditistes au Québec était de 27,3 % au niveau fédéral, et 11,2 % au niveau provincial.
L'aile québécoise du mouvement se sépare du reste du parti en 1963 pour former un parti crédiste basé uniquement au Québec, le Ralliement des créditistes. En tant que parti conservateur sur le plan social et nationaliste, il attire les votes des électeurs qui appuient l'Union nationale au niveau provincial.
Le parti fonde une aile provinciale en 1970, le Ralliement créditiste du Québec, qui tire profit du déclin de l'Union nationale après la mort du premier ministre Daniel Johnson en 1968. Toutefois, la montée du séparatisme québécois bloque toute expansion des créditistes provinciaux : bien que le Parti québécois soit un parti social-démocrate, il s'attire les électeurs nationalistes aux dépens des créditistes.
Lors de l'élection provinciale de 1970, les libéraux remportent 72 sièges, suivis par l'Union nationale avec 17, et le Ralliement créditiste du Québec avec 12. Le parti est déchiré par des dissensions internes pour le reste de son histoire, remportant seulement 2 sièges lors de l'élection de 1973 et un seul lors de l'élection de 1976, la dernière fois qu'un créditiste est élu à l'Assemblée nationale du Québec.
Il existe également un groupe religieux, les Pèlerins de Saint Michel, à Rougemont (Québec) qui prône la politique monétaire du crédit social combiné avec le conservatisme catholique. Les Pèlerins publient Vers Demain en français et The Michael Journal en anglais. Le groupe a été fondé par Louis Even et Gilberte Côté-Mercier en 1939 et est surnommé les « bérets blancs » à cause des couvre-chefs portés par ses membres.
Even et Mercier étaient également les fondateurs de l'Union des électeurs en 1939, le parti duquel Réal Caouette s'est séparé le 4 mai 1958 pour former le Ralliement des créditistes du Canada en tant qu'aile québécoise du Parti Crédit social du Canada avec lui-même en tant que chef.

## Nouveau-Brunswick
Le mouvement créditiste ne parvient pas à remporter de sièges à l'assemblée législative provinciale. Il s'organise et participe à l'élection générale de 1948, mais ne remporte que 3,1 % du vote populaire.

## Manitoba
Le Parti Crédit social du Manitoba parvient à remporter quelques sièges à l'Assemblée législative du Manitoba, et a été le troisième parti en importance à différents moments. De 1936 à 1940, le parti a soutenu le gouvernement minoritaire de John Bracken, et en 1940 se joint au gouvernement de coalition de Bracken.
Le parti remporte des sièges dans sept des dix élections générales provinciales tenues entre 1936 et 1973. Dans l'élection générale de 1936, les créditistes terminent troisième, et dans l'élection de 1941 ils arrivent à égalité avec deux autres partis en troisième position. Toutefois, ils ne parviennent jamais à remporter plus de 14 % des voix dans la province.

## Saskatchewan
En Saskatchewan, le Parti Crédit social fait élire des députés à l'Assemblée législative lors de deux élections : 2 dans l'élection de 1938 et 3 dans l'élection de 1956. En 1956, il est le troisième parti à l'Assemblée. Le Parti n'est jamais parvenu à remporter plus de 16 % du vote populaire.

## Ontario
Le Parti Crédit social de l'Ontario est resté un parti mineur qui n'est jamais parvenu à remporter de sièges à l'Assemblée législative.

## Autres partis
D'autres partis politiques ont également prôné les principes du crédit social, dont le Parti créditiste chrétien et le Parti abolitionniste du Canada, de John C. Turmel, ainsi que l'éphémère Parti Canada. Le Parti global du Canada semble également prôner les politiques économiques créditistes.
Le Parti action canadienne prône une certaine forme de réforme monétaire, mais n'est pas considéré comme un parti créditiste.

## Source
- (en) Cet article est partiellement ou en totalité issu de l’article de Wikipédia en anglais intitulé « Canadian social credit movement » (voir la liste des auteurs).